# Vườn nho đỏ
Vườn nho đỏ ở Arles là một bức tranh sơn dầu của họa sĩ người Hà Lan Vincent van Gogh, được thực hiện trên một mảnh vải bố Toile de 30 được sơn lót riêng vào đầu tháng 11 năm 1888. Đây là bức tranh duy nhất được biết đến mà Van Gogh bán được khi ông còn sống.

## Lịch sử
Vườn nho Đỏ được trưng bày lần đầu tiên tại triển lãm thường niên Les XX ở Brussels vào năm 1890. Bức trang sau đó được bán với giá 400 franc cho họa sĩ và nhà sưu tập người Bỉ Anna Boch, một thành viên của Les XX. Anna là em gái của Eugène Boch, một họa sĩ theo trường phái ấn tượng và là bạn của Van Gogh, người có bức chân dung do Van Gogh vẽ (Le Peintre aux Étoiles) ở Arles vào mùa thu năm 1888. Trong một bức thư sau đó gửi cho anh trai, Van Gogh thừa nhận rằng ông có một chút bối rối khi Bochs trả giá bức tranh theo mức giá ghi trên nhãn, trong khi lẽ ra Bochs phải nhận được "giá của một người bạn".
Bức tranh sau đó được Ivan Morozov mua lại vào năm 1909 từ một phòng trưng bày nghệ thuật ở Paris. Sau Cách mạng Nga, bức tranh được những người Bolshevik quốc hữu hóa và chuyển đến trưng bày ở Bảo tàng Pushkin cho đến ngày nay.